# Le Roi des Aulnes (film, 1909)
Pour les articles homonymes, voir Le Roi des Aulnes.
Le Roi des Aulnes est un film muet français réalisé par Segundo de Chomón et sorti en 1909.

## Fiche technique
- Titre : Le Roi des Aulnes
- Réalisation : Segundo de Chomón
- Scénario : d'après Le Roi des Aulnes de Goethe
- Société de production : Pathé Frères
- Type : Muet
- Format : Noir et blanc
- Date de sortie : 
  - France : 1909

## Production
- Un travelling est utilisé comme trucage.